# Wodnik (demon)

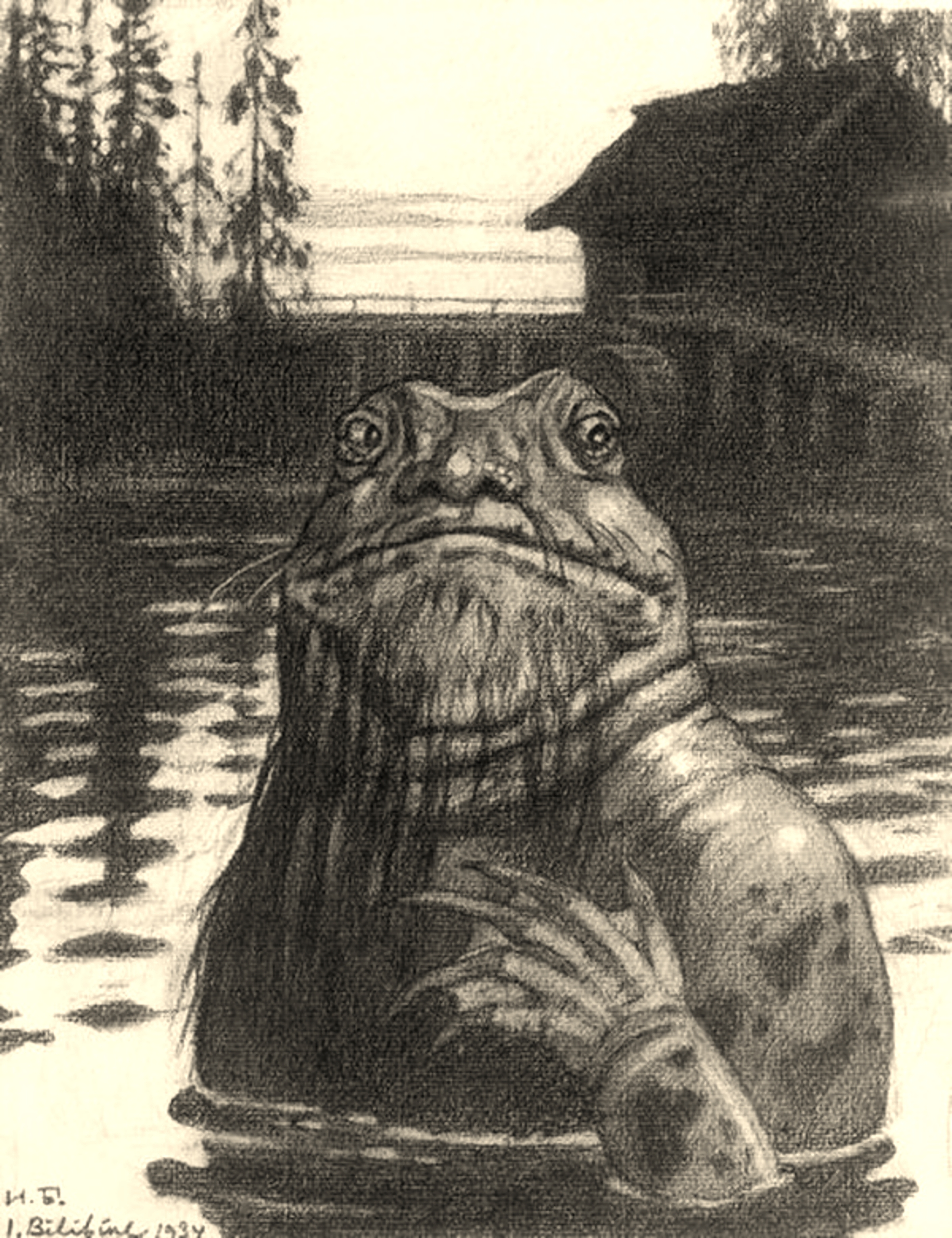
Iwan Bilibin, Wodnik

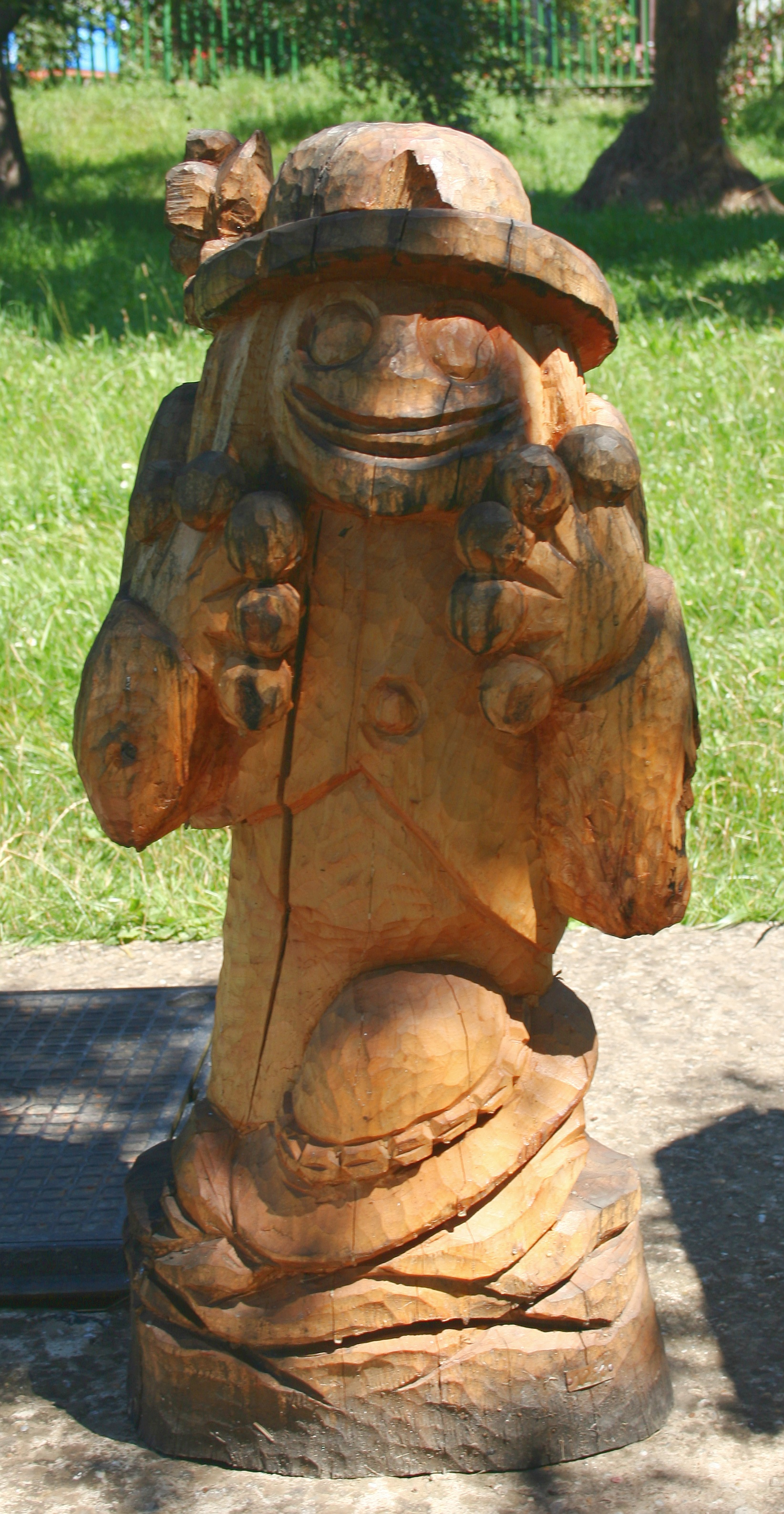
Postać wodnika w słowackim skansenie w Humenné

Wodnik (cz. i słow. vodník, serb. водењак vodenjak, ros. водяной wodjanoj, wodylnik; potocznie także utopiec, topielec, łobasta) – w wierzeniach słowiańskich demon śródlądowych zbiorników wodnych i ich władca.

## Pochodzenie, wygląd i działalność
Wodniki często w folklorze występują wymiennie z utopcami. W tym kontekście wodnikiem stawało się np. dziecko, które utonęło nieochrzczone, a następnie rosło w wodzie przez siedem lat lub dziecko bez chrztu utopione przez matkę. Istniały też wierzenia odnoszące wodnika do ogólnie demonicznych postaci związanych ze światem podziemnym, szatańskim – tu wodnik powstawał z mułu zgromadzonego na dnie zbiornika wodnego lub z gliny.
Wodniki zamieszkiwały wszelkie jeziora, rzeki, stawy, a często także studnie i przydrożne rowy. Na Kaszubach wodniki (mumacze) zamieszkiwały też w studniach. Uważano, że demony mieszkały w podwodnych pałacach z kryształu, lodu lub szkła. Więziły w nich dusze utopionych ludzi, ale też najmowały ludzi na służbę na umówiony czas.  
Powszechnie wierzono też, że wodniki zamieszkiwały w pobliżu młynów. Według wierzeń wodnik poszukuje małżonka dla swojego dziecka, najczęściej typując młode córki właśnie młynarzy na swoje synowe (ale też swoją żonę), a potencjalnych ludzkich zięciów-topiąc.
Wodnik najczęściej ukazywał się pod postacią nagiego starca wysokości nieco ponad pół metra z rybimi, zabarwionymi na zielono oczami, pomarszczoną twarzą i długimi, rozczochranymi włosami zlepionymi wodorostami oraz z błoną pławną między palcami. Ubierał się zazwyczaj na czerwono i w taki sposób, że czasem trudno było go odróżnić od zwykłej, niskiej osoby ludzkiej. Wodnik mógł też pojawić się pod postacią dziecka, kobiety, panny lub zmarłej sąsiadki/zmarłego sąsiada. Gdziekolwiek stanął, zostawała po nim kałuża wody. Wodnik przybierał także postacie zwierząt wodnych, często pojawiał się na czele ławicy ryb jako największa z nich. Mógł też zamienić się np. w konia, wyłaniającego się z wody.   
Wodnik topił przeprawiające się przez rzekę zwierzęta, a także ludzi wykazujących szczególną niefrasobliwość (nieostrożnych amatorów kąpieli, zwłaszcza kąpiących się nocą) lub wykazujących brak poszanowania dla akwenu zamieszkiwanego przez wodnika. W opowieściach ludowych wodnik jawi się jako postać, którą łatwo zirytować i rozgniewać lub też czyniącą różne (zazwyczaj złośliwe) psoty. Prowokował ludzi rozwieszając na trzcinach kolorowe wstążki i świecidełka. Swoje ofiary wciągał na dno, choć czasami zadowalał się tylko nastraszeniem kąpiącego się przez podtopienie. Tonący wówczas znajdował się całkowicie w rękach wodnika i jego ratunek mógł za sobą pociągnąć więcej ofiar. Stwory mogły też dusić ludzi, dając się przemycić na przykład w worku z piaskiem lub gliną.
W opowieściach ludowych pojawia się też wątek walczących (np. na szable) ze sobą wodników/topielców w kontekście obserwowanych przez ludzi zjawisk atmosferycznych.

## Metody ochrony
Aby zabezpieczyć się przed wciągnięciem na dno przez wodnika, składano mu ofiarę, topiąc zwierzę (np. kozła, konia lub krowę). Na Mazurach popularnym było topienie w jeziorze raz do roku kury. Do wody wrzucano też poświęcone monety jako zapłatę dla wodnika.
Zranienie wodnika igłą lub nożem (najlepiej, by narzędzia te były nowe) na jakiś czas osłabiało jego energię w napadaniu na ludzi, zmieniało go także w niższego rangą demona. Obawiał się także broni palnej, uznając ją za wcześniej poświęconą - wystarczyło więc strzelić w jego kierunku chociażby metalowym guzikiem. Wodnika w postaci konia można było złapać na pętlę i uzdę wykonane z wikliny lub lipy. 
Wodnik często wygrzewał się na brzegu, bądź przesiadywał na kładkach lub mostach. Należało wtedy omijać go z daleka i nie wchodzić do wody. Czasem wodnik mógł także wyjść na ląd i wejść między ludzi, zwabiony np. tańcem lub śpiewem. Aby temu zapobiec, w bramę osady wstawiano wycięty w kształcie głowy słup.
Z wiarą w wodniki związany był zakaz kąpieli przed Nocą Kupały, po której to kąpiel stawała się stosunkowo bezpieczna. W późniejszym okresie nadano temu symbolikę chrześcijańską – wówczas to św. Jan miał „chrzcić” wszystkie wody, przez co duchy wodne miały stawać się mniej agresywne.